# Промприбор (Таллин)
Таллинское производственное объединение «Промприбор» (эст. Tallinna Tootmiskoondis “Tööstusaparaat”) — крупнейшее приборостроительное предприятие Эстонской ССР.

## История предприятия
Предшественником ПО «Промприбор» считается первый машиностроительный завод в Ревеле — завод Дримпельмана, основанный в 1828 году как подсобное предприятие по производству оборудования для Юлемистеской бумажной фабрики.
В зданиях завода Дримпельмана в 1919 году начал работу Таллинский завод весов и оборудования «Wega» (эст. Tallinna Kaalude ja Masinavabrik Wega)». В 1949 году он был объединён с производившим водомеры Механическим заводом «Гелиос» (эст. Mehaanikatehas „Helios“) и переименован в Таллинский завод измерительных приборов (эст. Tallinna Mõõduriistade Tehas). В этом же году завод начал серийное производство крыльчатых счётчиков воды.
В 1958 году на заводе был создан первый в СССР коммерческий счётчик тепловой энергии.
На предприятии было своё конструкторско-технологическое бюро, насчитывавшее около 250 высококвалифицированных специалистов, которым руководил Михаил Яковлевич Гаммерман, заслуженный изобретатель Эстонской ССР. Электромагнитные расходомеры, спроектированные заводским КБ, работали во всех отраслях народного хозяйства СССР: в горнодобывающей и химической промышленности, энергетике, металлургии, мелиорации, медицине и пр. Выпускались также приборы специального назначения для хлебопекарной и кондитерской промышленности.
В 1976–1978 годах предприятие носило название «Таллинский аппаратный завод» (эст. Tallinna Aparaaditehas).
В 1976 году коллектив Тартуского приборостроительного завода Таллинского ПО «Промприбор» был награждён орденом «Знак Почёта».
В 1978 году на базе Таллинского аппаратного завода и основанного в начале того же года Специального конструкторско-технологического бюро расходомеров было создано производственное объединение «Промприбор». Предприятие производило индукционные расходомеры жидкостей (в т. ч. для атомной энергетики); электроизмерительные приборы; бесконтактные датчики (в частности, гамма-реле со специальными взрывонепроницаемыми датчиками и со специальными водоохлаждаемыми датчиками для работы в среде с температурой до +200 °С); радиоизотопные приборы для измерения толщины проката, бумаги и слоя краски; универсальные источники питания; гаражное оборудование. Выпускались также товары народного потребления — электрические ёлочные гирлянды.
В конце 1970-х годов 6,5 % производимых в Таллине расходомеров экспортировалось в зарубежные страны.

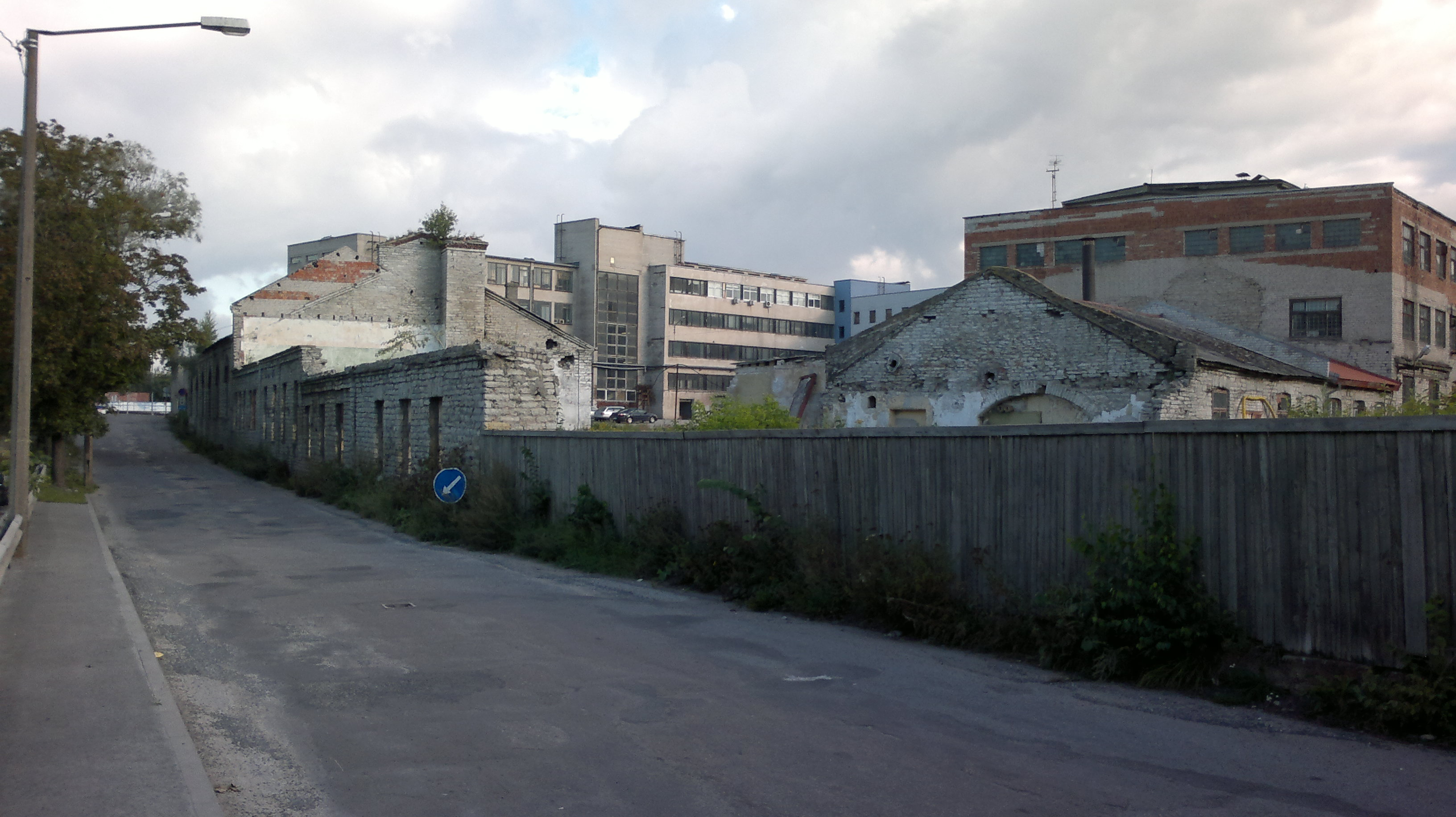
Таллин, улица Мазина. На заднем плане — здание ПО «Промприбор». Фото 2011 года

Директором производственного объединения с 1978 года был Александр Павлович Кузьменко (1938–2000). Численность работников предприятия по состоянию на 1 января 1979 года составляла 1470 человек.
Административное здание ПО «Промприбор» располагалось по адресу улица Мазина, дом 1. Производственные цеха находились на улице Ластекоду, 48  и на территории квартала Роттермана.
- Фотография: Ластекоду 48, Таллин

С целью перехода к автоматизации производственных процессов в 1981 году конструкторское бюро ПО «Промприбор» разработало робототехнический комплекс для изготовления электроизмерительных приборов. За основу был принят робот ПР5-2 с пятью степенями подвижности. На предприятии была внедрена сборочная линия, на которой работали 8 роботов.
Совместно с Белорусским филиалом ЭНИН им. Г. М. Кржижановского конструкторы «Промприбора» разработали первый теплосчётчик,  способный не только измерять, но и управлять подачей горячей воды или пара (авторское свидетельство №498518).
В 1989 году, в связи с изменением формы собственности предприятия, оно стало называться Арендным предприятием «Таллинское производственное объединение “Промприбор”» (эст. Rendiettevõte Tallinna Tootmiskoondis „Tööstusaparaat“).
В 1990-х годах, когда в странах бывшего Советского Союза стали уделять пристальное внимание учёту и регулированию расходов энергоресурсов и воды, предприятие было одним из поставщиков в Москву различных приборов согласно энергосберегающей программе, утверждённой Правительством российской столицы. Выпускаемые предприятием расходомер ИР-45 и теплосчётчики SA-94/1 и SA-94/2 были внесены в Госреестр средств измерений Республики Беларусь, утверждённый в 1997 году.

## «Aswega AS»
В результате процесса приватизации промышленных и сельскохозяйственных предприятий, последовавшего во всех союзных республиках за распадом Советского Союза, в 1994 году на базе флагмана эстонского приборостроения было образовано акционерное общество “Aswega”. Акционеры (в их числе и часть работников ПО «Промприбор») стали владельцами уникального технологического оборудования, полувекового опыта работы в области приборостроения, большого числа «ноу-хау» и  деловых связей ликвидированного советского предприятия. Большая часть построек бывшего завода была снесена, на его территории располагается автостоянка. Регистровый адрес компании «Aswega» — улица Ластекоду 48. После 2021 года промышленное производство на предприятии практически полностью прекратилось, и его основным видом деятельности стали сдача недвижимости в аренду и вспомогательные виды деятельности по управлению недвижимостью (в 2023 году — 1218 тыс. евро из 1253 тыс. евро общей суммы торгового оборота). 